# Морета (напій)
Морета — це типова гаряча кава з Фано, в провінціях Пезаро та Урбіно, в Італії і популярна в рибальській зоні. Має сильний і солодкий смак, і зазвичай її п'ють після їжі, або використовують як гарячий напій в холодні дні.

## Історія
Моряки і рибалки з порту міста Фано (ПУ) могли створити напій, так як вони використовують схожі інгредієнти, щоб зігріватись на робочому місці. З плином часу, ці інгредієнти стали основою для морети. У 2004 році, AIBES визнали морету як офіційний коктейль.